# Freidreschende Getreidearten
Freidreschende Getreidearten sind Zuchtgetreide, deren Früchte beim Dreschen aus den Spelzen fallen. Dazu zählen Weizen, Roggen, Nacktgerste, Nackthafer.
Im Gegensatz dazu sind Dinkel, (Saat-)Hafer, Gerste, Emmer und Einkorn Spelzgetreidearten, bei denen die Samenkörner mit den Spelzen verwachsen sind. Sie sind wegen des bei Verwendung für menschliche Ernährungszwecke erforderlichen Entspelzvorganges aufwendiger in der Verarbeitung, aber resistenter gegen Schädlinge.